# Jacob Rees-Mogg
Sir Jacob William Rees-Mogg (Hammersmith, Londres, 24 de mayo de 1969) es un político británico del Partido Conservador. Se convirtió en el miembro de parlamento por el noreste de Somerset en las elecciones generales del Reino Unido de 2010. Apoya el euroescepticismo e hizo campaña para salir de la Unión Europea en el referéndum sobre la permanencia del Reino Unido en la Unión Europea en 2016.

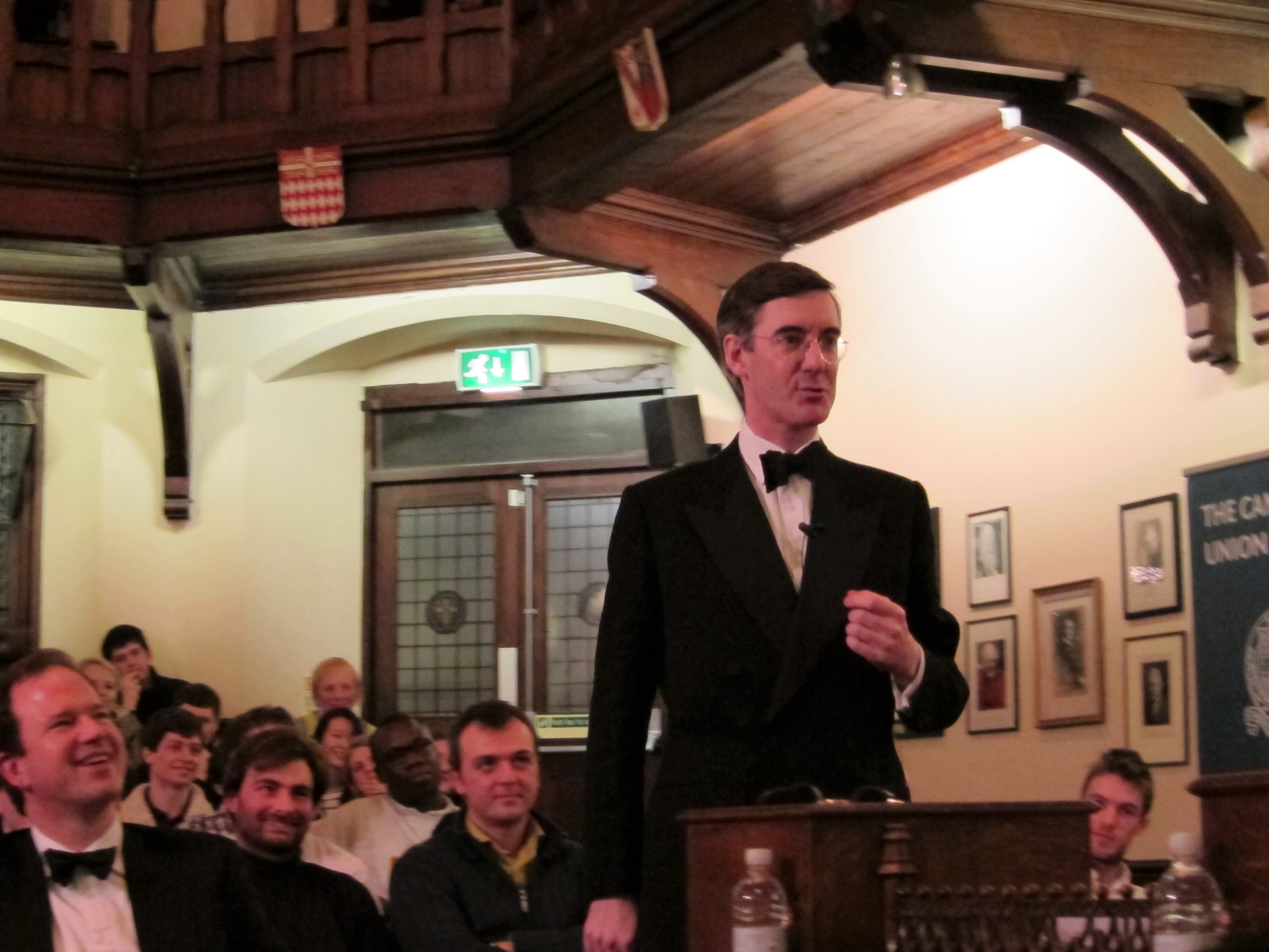
Jacob Rees-Mogg en un debate en la Cambridge Union Society.

Ha sido apodado el "Honorable Miembro del siglo XVIII" por sus excéntricas ideas y maneras anacrónicas encarnando el estereotipo del privilegiado caballero inglés. El periódico inglés The Economist le describió como "una cabina telefónica roja”. El escritor John Carlin afirmó que "parece sacado de una máquina del tiempo de 1850". Es católico, euroescéptico y fue defensor de un Brexit "duro" (sin acuerdo).

## Biografía
Rees-Mogg es el hijo del difunto William Rees-Mogg, un antiguo editor del periódico The Times y su esposa Gillian Shakespeare Morris. Tiene un hermano y tres hermanas y seis hijos con su esposa Helena de Chair. Es miembro de una familia establecida de dueños de minas de carbón de Somerset. Creció en Ston Easton, Somerset.
Rees-Mogg es un católico practicante y votó en contra del Acto de Matrimonio de parejas del mismo sexo de 2013. Apoyó fervientemente la salida del Reino Unido de la Unión Europea. Es un defensor del Acuerdo Conservador-PUD de 2017 con el Partido Unionista Democrático.
En julio de 2019 asumió como líder de la Cámara de los Comunes y Lord presidente del Consejo, bajo el gobierno de Boris Johnson.